# Kulwa
Kulwa (lit. Kulva) – wieś na Litwie, położona w okręgu kowieńskim w rejonie janowskim, siedziba gminy Kulwa. Miejscowość zamieszkana przez 319 mieszkańców (2011).
We wsi urodził się i zmarł Abraham Kulwieć, teolog i nauczyciel, który przełożył na język litewski katechizm luterański. Ród Kulwieciów wywodzi swoje nazwisko od tej miejscowości. We wsi znajduje się kościół z 1650 roku, wielokrotnie przebudowany. Opodal dawnego dworu Kulwieciów grób Abrahama Kulwiecia, a na południe od niego na pagórku pomnik go upamiętniający. Z okolic Kulwy miał również wywodzić się Surmin.